# Harriet (Schildkröte)

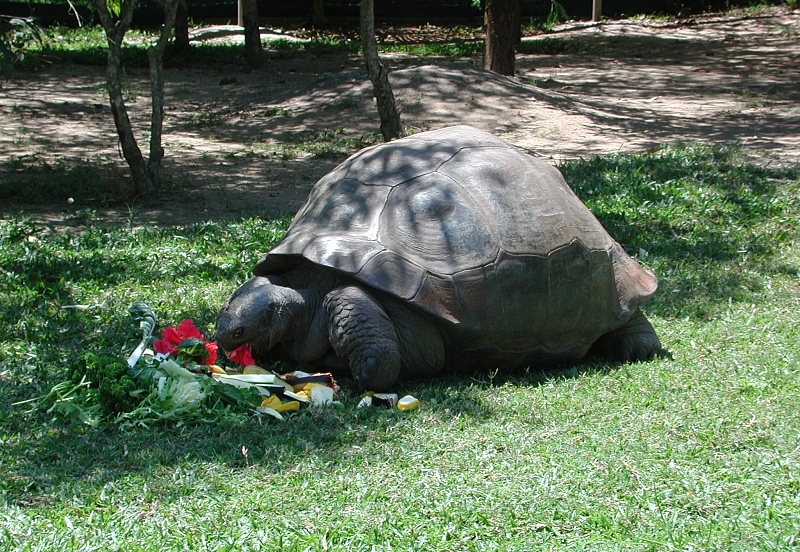
Harriet, 2002

Harriet (* ca. 1830 auf den Galápagos-Inseln, Ecuador; † 23. Juni 2006 im Australia Zoo, Queensland, Australien) – bis 1960 Harry – war eine ca. 180 kg schwere Galápagos-Riesenschildkröte. Sie gehörte der Unterart Chelonoidis nigra porteri an und wurde ungefähr 175 Jahre alt.
Seit den 1990er Jahren wurde vom Australia Zoo, wo die Schildkröte zuletzt lebte, die Geschichte verbreitet, es handle sich bei Harriet um eine der 1835 von Charles Darwin auf den Galápagos-Inseln gefangenen und mit nach England gebrachten Schildkröten.
1841 soll sie in die Brisbane City Botanic Gardens in Brisbane gebracht worden sein und dort bis zur Schließung des botanischen Gartens 1952 gelebt haben. Darauf wurde sie im Gepäck eines britischen Beamten in ein Naturschutzgebiet an Australiens Sunshine Coast gebracht. Ein Zoodirektor aus Hawaii soll erst 1960 herausgefunden haben, dass Harriet ein Weibchen war.
Die Aufsammlung dieser Schildkröte durch Charles Darwin erscheint jedoch äußerst unwahrscheinlich, da Harriet anhand der mitochondrialen DNA eindeutig als Chelonoidis nigra porteri identifiziert werden konnte. Diese Unterart ist ausschließlich auf Santa Cruz zu finden – einer Insel des Galápagos-Archipels, die Darwin nie betreten hat. Bestätigt werden konnte aber das hohe Alter der Schildkröte, die laut der wissenschaftlichen Untersuchung vor 1850 geschlüpft sein muss. 
Harriet starb am 23. Juni 2006 an Herzversagen.